# Aulis Junttila
Kustaa Aulis Ferdinand Junttila, född 16 augusti 1904 i Uskela, död 17 maj 1979, var en finländsk väg- och vattenbyggnadsingenjör och företagsledare.
Junttila, som var son till järnvägsmannen och jordbrukaren Kustaa Ferdinand Junttila och Lempi Lydia Saarinen, blev student 1923 och diplomingenjör 1929. Han var konstruktör vid byggnadsfirman Jalo N. Syvähuoko i Helsingfors 1929–1932, extra ingenjör vid Väg- och vattenbyggnadsstyrelsen 1933, avdelningschef vid Cementföreningen 1933–1938, ombudsman där från 1938, och var verkställande direktör i Betoni Oy 1939–1958. Han var ombudsman vid Kalkföreningen 1946–1954. Han var bland annat ordförande i Betongföreningen från 1946 (i dess normkommitté från 1945) och i styrelsen för Suomen teknillinen seura 1955–1959. Han blev ledamot av Finlands krigsvetenskapliga samfund 1958 och av Kungliga Ingenjörsvetenskapsakademien 1961. Han var kommunikationsminister (opolitisk) i Sakari Tuomiojas regering 1953–1954. Han författade Kestävistä tienpäällysteistä (1930) och Betonityön opas (1938) samt artiklar i facktidskrifter. Han tilldelades professors titel 1969.